# Frantique
Frantique was een Amerikaanse discogroep.

## Bezetting
- Tricia LynnCheyenne[2]
- Florence Raynor[3]
- Denise Roselle[4]

## Geschiedenis
Frantique tekende bij Philadelphia International Records, waar ze het album Strut Your Funky Stuff (1979) uitbrachten, geproduceerd door Vivienne Savoie Robinson, James Bolden en Jack Robinson. Het gelijknamige nummer (Alarmschijf) plaatste zich in september 1979 in de Britse singlehitlijst (#10). 